# Raúl Alberto Salinas
Raúl Alberto Salinas (* 16. Oktober 1978 in Mexiko-Stadt) ist ein ehemaliger mexikanischer Fußballspieler auf der Position eines Verteidigers.

## Laufbahn
Salinas begann seine Profikarriere bei seinem „Heimatverein“ Club América, für den er erstmals im Frühjahr 2002 in einem Punktspiel der höchsten mexikanischen Spielklasse zum Einsatz kam. Es war insofern ein Einstand nach Maß, weil der Club América in derselben Spielzeit (Verano 2002) den Meistertitel gewann und Salinas somit (ebenso wie später noch einmal in der Clausura 2005) zum Kader der Meistermannschaft gehörte.
Obwohl Salinas bis 2007 beim Club América unter Vertrag stand und bis 2006 insgesamt 89 Punktspieleinsätze absolviert hatte, gelang es ihm nicht, in die Stammformation aufzurücken. Er wurde daher zunächst an den Stadtrivalen UNAM Pumas und anschließend an das eigene Farmteam Socio Águila ausgeliehen, bevor er an den Club Necaxa verkauft wurde. Bei den Necaxistas stand er jedoch nur kurzzeitig unter Vertrag und absolvierte keinen einzigen Punktspieleinsatz. Fortan spielte Salinas nur noch in der zweiten Liga: zunächst bei den Tiburones Rojos Veracruz, dann bei den Alacranes de Durango und zuletzt bei Atlante UTN.

## Erfolge
- Mexikanischer Meister: Verano 2002, Clausura 2005